# Овайгі (округ, Айдахо)
Шаблон:StateAbbr_ 42°34′ пн. ш. 116°10′ зх. д. / 42.56° пн. ш. 116.17° зх. д.
Округ Овайгі (англ. Owyhee County) — округ (графство) у штаті Айдахо, США. Ідентифікатор округу 16073.

## Історія
Округ утворений 1863 року.

## Демографія
За даними перепису 
2000 року 
загальне населення округу становило 10644 осіб, зокрема міського населення було 2717, а сільського — 7927.
Серед мешканців округу чоловіків було 5551, а жінок — 5093. В окрузі було 3710 домогосподарств, 2756 родин, які мешкали в 4452 будинках.
Середній розмір родини становив 3,35.
Віковий розподіл населення поданий у таблиці:
| Стать    | До 15 років | 15-21 | 22-29 | 30-39 | 40-49 | 50-65 | 65-85 | Понад 85 |
| -------- | ----------- | ----- | ----- | ----- | ----- | ----- | ----- | -------- |
| Чоловіки | 1480        | 635   | 556   | 756   | 734   | 786   | 554   | 50       |
| Жінки    | 1315        | 518   | 439   | 694   | 662   | 776   | 597   | 92       |

## Суміжні округи
- Каньйон — північ
- Ада — північ
- Елмор — північ
- Твін-Фоллс — схід
- Елко, Невада — південь
- Гумбольдт, Невада — південний захід
- Малер, Орегон — захід

## Виноски
1. ↑  U.S. Decennial Census. United States Census Bureau. Архів оригіналу за 19 липня 2018. Процитовано 1 липня 2014.
2. ↑  Historical Census Browser. University of Virginia Library. Архів оригіналу за 11 серпня 2012. Процитовано 1 липня 2014.
3. ↑  Population of Counties by Decennial Census: 1900 to 1990. United States Census Bureau. Архів оригіналу за 30 жовтня 2014. Процитовано 1 липня 2014.
4. ↑  Census 2000 PHC-T-4. Ranking Tables for Counties: 1990 and 2000 (PDF). United States Census Bureau. Архів оригіналу (PDF) за 18 грудня 2014. Процитовано 1 липня 2014.
5. ↑  State & County QuickFacts. United States Census Bureau. Архів оригіналу за 17 липня 2011. Процитовано 1 липня 2014.(англ.) Наведено за англійською вікіпедією.
6. ↑  American FactFinder. Бюро перепису населення США. Архів оригіналу за 26 лютого 2012. Процитовано 31 січня 2008.

| США | Це незавершена стаття з географії США. Ви можете допомогти проєкту, виправивши або дописавши її. |